# Andrzej Jasiński (ur. 1968)
Andrzej Jasiński (ur. 10 marca 1968 w Kietrzu) – polski piłkarz, grający na pozycji pomocnika. Znany głównie z występów w Odrze Wodzisław Śląski. Obecnie jest drugim trenerem kobiecego zespołu piłkarskiego, RTP Unii Racibórz. 23 listopada 1999 został honorowym obywatelem Kietrza.